# Velika Rujiška
Velika Rujiška (cyr. Велика Рујишка) – wieś w Bośni i Hercegowinie, w Republice Serbskiej, w gminie Novi Grad. W 2013 roku liczyła 103 mieszkańców.